# 戦略兵器
戦略兵器（せんりゃくへいき、英: strategic arms）は、兵器の分類のひとつで、戦略的用途に使用される兵器。対比語は戦術兵器。軍縮条約においては戦略攻撃兵器（せんりゃくこうげきへいき、英: Strategic Offensive Arms）との表記が見られる。

## 概要
第二次世界大戦後は主として戦略核兵器を中心とした大量破壊兵器を指し、通常は敵国の重要な産業や軍事・公共施設などを大規模に攻撃し、経済基盤や国家活動に重大な影響を与えることによって、敵国の戦争継続能力を失わせることを目的とした兵器のことを指し、カウンターフォース戦略（英語: Counterforce）の手段であるとともに、主として1960年代以降の核戦略の基礎となったカウンターバリュー戦略（英語: Countervalue）のための手段としての兵器である。また、広義には環境改変兵器なども構想されており、非核戦略兵器などの分類も存在する。
これに対して、戦場にて限定的に戦闘行為を行うために使用される兵器が戦術兵器と呼ばれており、核兵器でも戦略用途ではない戦術核兵器が開発されている例もみられる。

## 国際条約等における規定

### 第一次戦略兵器削減条約
1991年にアメリカ合衆国とソビエト連邦の間で締結されたSTARTⅠにおいて、戦略攻撃兵器（Strategic Offensive Arms）の削減について合意がなされた。一方でその厳密な定義については合意がなされなかったものの、戦略攻撃兵器として規制すべき兵器システムを列挙する事で、間接的に戦略攻撃兵器とは何かという大枠を確立し、定義問題を部分的に解決した。
同条約において制限される「戦略攻撃兵器」は核兵器運搬手段という前提で規定されているものの、非核兵器が条約によって確立された定義に該当する場合は条約で定める制限対象となる余地を含んでいる。
同条約においては、下記の３つが戦略攻撃兵器として制限の対象となっている。
- 大陸間弾道ミサイル（ICBM）

米本土～ソ連本土の最短距離である5500㎞以上の射程を持つ弾道ミサイル
- 潜水艦発射弾道ミサイル（SLBM）

潜水艦から発射される射程600㎞以上の弾道ミサイル
- 重爆撃機（Heavy Bomber）（戦略爆撃機）

下記の条件のいずれかを満たすもの。
(1) 燃料満載かつ7.5トンの武装を搭載した状態で、空中給油無しで航続距離8000㎞以上
(2) 射程600㎞以上の長射程核ALCMを運用可能

## 歴史
かつて砲撃戦主体の大規模な海戦の勝敗が戦争の帰趨を決めた時代においては、主力艦として戦艦が設定され、第二次世界大戦頃までは各国の軍事力の象徴的存在であり、ワシントン海軍軍縮条約、第一次、第二次ロンドン海軍軍縮会議で軍縮の対象となるなど、世界のパワーバランスを左右する戦略兵器と見なされていた。このため戦艦の存在は、心理的および外交的に大きな影響を与え、今日の戦略核兵器と同様に、国家の戦力投射能力の象徴とされていた。
第二次世界大戦後においては、1948年の国際連合通常軍備員会において核兵器、化学兵器、生物兵器の３つを併せて大量破壊兵器（Weapon of mass destruction）として通常兵器と区分する流れが生まれたものの、それぞれの禁止・制限条約が制定される事にとどまり戦略兵器という統一した概念の確立には至らなかった。
その後、冷戦期を通じて戦略核兵器が代表的な戦略兵器と見なされ、ソビエト連邦とアメリカ合衆国による戦略核の開発・生産の増強による大規模な軍備拡張競争が行われたが、核戦争が全人類に壊滅的な結果をもたらす事、米ソ両国の戦略的安定の強化が双方の利益や国際安全保障の利益に合致し、核開発競争の抑制のため米ソ両国の戦略核兵器の数を制限する条約締結の必要性が認識されたため、SALTⅠからSALTⅡ、STARTⅠにかけて次第に戦略兵器（戦略攻撃兵器）に関する共通認識の確立がなされ、その数的・質的制限が進められた。

## 参考資料
- Treaty (1991-07-31), Strategic Arms Reduction Treaty
- ABA/STARTⅠ (1991-07-31), ARTICLE-BY-ARTICLE ANALYSIS OF THE TREATY TEXT
- Sondhaus, Lawrence (2001). Naval Warfare 1815–1914. London. ISBN 978-0-415-21478-0